# Quatre Jours de Dunkerque 2008
La 54e édition des Quatre Jours de Dunkerque a eu lieu du 6 au 11 mai 2008. En l'absence de Matthieu Ladagnous, vainqueur de l'édition précédente, le Français Stéphane Augé, de l'équipe Cofidis s'est imposé devant Clément Lhotellerie et Pierrick Fédrigo, après avoir remporté la première étape.

## Présentation

### Une organisation difficile
L'organisation de cette édition des Quatre Jours de Dunkerque a connu plusieurs contretemps. Ainsi en novembre 2007, les organisateurs n'avaient pas encore trouvé la ville-arrivée de la troisième étape et la ville-départ de la quatrième. Avançant l'échéance des élections municipales en mars 2008 comme cause de la réticence des municipalités à s'engager, et craignant de devoir annuler cette édition, le comité d'organisation est néanmoins parvenu à boucler cette édition en janvier, avec l'engagement de la commune de Wasquehal d'accueillir le départ de la quatrième étape. Ce dénouement a été facilité par la présence du président de l'équipe cycliste Team Wasquehal Junior Bernard Hanicotte au poste de premier-adjoint au maire. L'arrivée de la troisième étape est située à Saint-Quentin dans l'Aisne.
Le départ de la deuxième étape, prévu à Lille dans un premier temps, a dû être déplacé à Hénin-Beaumont, à proximité du supermarché « Marché + » qui sponsorise l'étape.
Enfin, le contre-la-montre disputé le dimanche matin est annulé en raison du refus de la commune de Coudekerque-Branche de voir passer la course sur son territoire.

## Classements des étapes
| \| Dunkerque Roost-Warendin Hénin-Beaumont Le Cateau-Cambrésis Saint-Quentin Wasquehal Calais Sangatte \| Carte des villes accueillant les départs et les arrivées. |
| Dunkerque Roost-Warendin Hénin-Beaumont Le Cateau-Cambrésis Saint-Quentin Wasquehal Calais Sangatte                                                                 |

| Étape     | Date   | Villes étapes                        |                 | Distance (km) | Vainqueur d’étape | Leader du classement général |
| --------- | ------ | ------------------------------------ | --------------- | ------------- | ----------------- | ---------------------------- |
| 1re étape | 6 mai  | Dunkerque - Roost-Warendin           | Étape de plaine | 179,4         | Stéphane Augé     | Stéphane Augé                |
| 2e étape  | 7 mai  | Hénin-Beaumont - Le Cateau-Cambrésis |                 | 192,2         | Gert Steegmans    | Stéphane Augé                |
| 3e étape  | 8 mai  | Le Cateau-Cambrésis - Saint-Quentin  |                 | 193           | Kenny Dehaes      | Stéphane Augé                |
| 4e étape  | 9 mai  | Wasquehal - Calais                   |                 | 193           | Pierrick Fédrigo  | Stéphane Augé                |
| 5e étape  | 10 mai | Calais - Sangatte Cap Blanc Nez      |                 | 179,4         | Cyril Dessel      | Stéphane Augé                |
| 6e étape  | 11 mai | Dunkerque - Dunkerque                |                 | 128,4         | Thor Hushovd      | Stéphane Augé                |

## Déroulement de la course

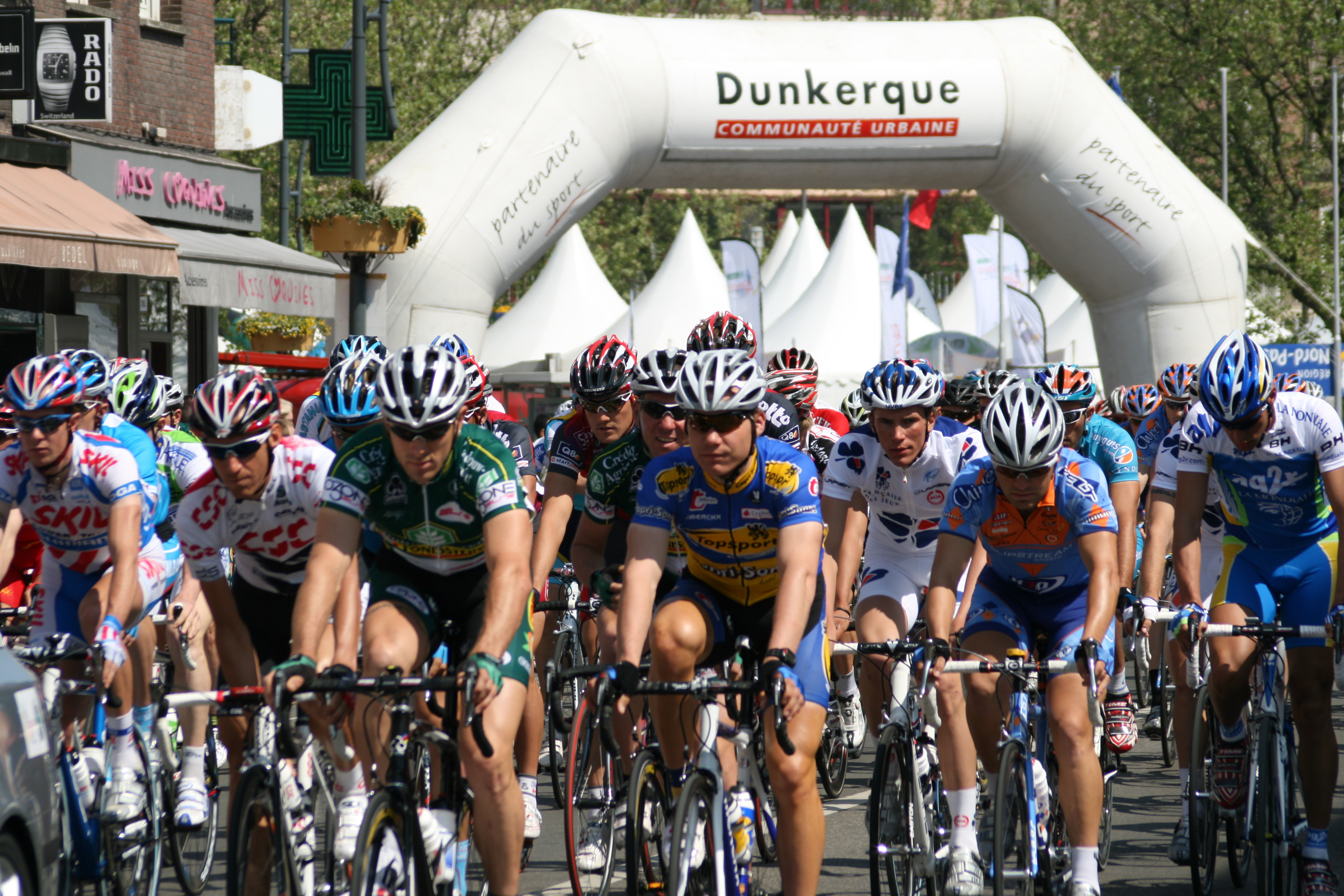
Départ de la course à Dunkerque

### 1reétape
La première échappée de ces Quatre Jours démarre 40 kilomètres après le lancement de la première étape à Dunkerque. Les Français Stéphane Augé (Cofidis) et Clément Lhotellerie (Skil-Shimano) passent les monts des Flandres en tête et arrivent seuls à Roost-Warendin. Augé franchit la ligne d'arrivée devant Lhotellerie. Sebastian Siedler, coéquipier de ce dernier, remporte le sprint du peloton arrivé avec 2 minutes et 36 secondes de retard. Augé s'empare du maillot rose de leader du classement général et Lhotellerie du maillot à pois du classement des monts, après avoir franchi le premier la montagne de Watten, le mont Cassel, le mont des Cats et le mont Noir.

### 2eétape
La deuxième étape disputée entre Hénin-Beaumont et Le Cateau-Cambrésis est remportée au sprint par le Belge Gert Steegmans (Quick Step) devant Mark Renshaw (Crédit agricole) et Jean-Patrick Nazon (AG2R La Mondiale) après que le peloton a repris les échappés Ian Stannard (Landbouwkrediet), Florian Vachon (Roubaix Lille Métropole) et Anthony Roux (La Française des jeux).

### 3eétape
La troisième étape se conclut de la même manière à Saint-Quentin où le jeune Belge Kenny Dehaes (Topsport Vlaanderen) bat Thor Hushovd (Crédit agricole) et Gerald Ciolek (Team High Road). Le maillot rose de Stéphane Augé n'est pas menacé. Il parvient au contraire à accroître légèrement son avance sur Lhotellerie, celui-ci figurant dans un groupe retardé à 13 secondes.

### 4eétape
Le lendemain, la course débute de la même manière après le départ de Wasquehal. Arnaud Gérard (La Française des jeux), Paul Moucheraud (Roubaix Lille Métropole), Geert Omloop (Mitsubishi-Jartazi) et Fabien Patanchon (Caisse d'Épargne) attaquent et font la course en tête pendant une centaine de kilomètres. Ils sont repris à cinquante kilomètre de Calais. Le peloton se divise, et un groupe d'une trentaine de coureurs aborde la côte du Cap Blanc-Nez, dans laquelle sept d'entre eux se détachent pour aller disputer la victoire d'étape. Sur la ligne, Pierrick Fédrigo (Bouygues Telecom) devance les sprinters Alan Davis et José Joaquín Rojas (Caisse d'Épargne). Augé, arrivé dans le premier groupe de poursuivants avec 24 secondes de retard, garde la première place du classement général devant Lhotellerie et Fedrigo.

### 5eétape
La cinquième étape est celle de la traditionnelle étape des monts du Boulonnais, avec six passages au cap Blanc-Nez. Le début de course est animé. Après vingt kilomètres, Arnaud Gérard (La Française des jeux) et Leonardo Scarselli (Quick Step) s'échappent, rejoints ensuite Lars Ytting Bak (Team CSC), Samuel Dumoulin (Cofidis), Niki Terpstra (Team Milram), Stijn Vandenbergh (AG2R La Mondiale), Imanol Erviti (Caisse d'Épargne), Michael Friedman (Slipstream Chipotle) et Mickaël Larpe (Roubaix Lille Métropole). Leur avance culmine à plus de cinq minutes. Le peloton voit le départ de plusieurs contre-attaques éphémères. Quatre hommes se portent en tête à la suite de l'avant-dernier passage au Cap : Cédric Coutouly (Agritubel), Cyril Dessel (AG2R), Robin (Roubaix Lille Métropole) et Arnaud Gérard. Leur avance n'excède pas la minute, mais Dessel parvient à résister au retour de Gerald Ciolek et Samuel Dumoulin dans la dernière ascension pour remporter l'étape. Augé arrive légèrement retardé (30 secondes), et reste leader. Scarselli prend le maillot à pois grâce à ses passages en tête au cap Blanc-Nez.

### 6eétape
La sixième et dernière étape, relativement courte (128 km) est un circuit dans Dunkerque. C'est le Norvégien Thor Hushovd, malheureux durant les classiques de printemps qui s'impose au sprint devant les deux Belges Kenny Dehaes et Gert Steegmans, déjà vainqueurs d'étapes sur cette édition. À l'arrivée les positions restent inchangées, Stéphane Augé remporte sa première course à étapes et succède au palmarès à un autre Français, Matthieu Ladagnous.

## Classement final

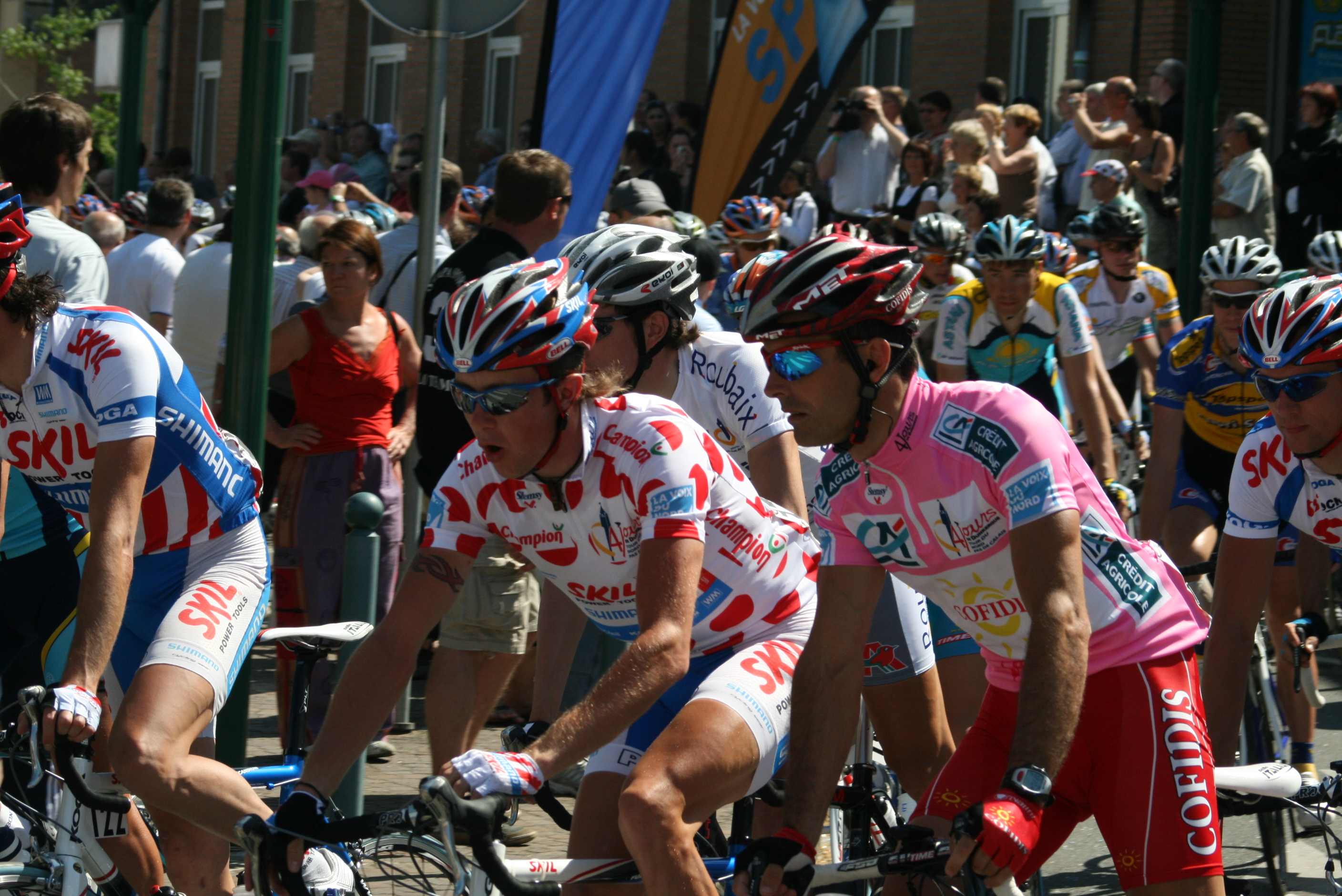
Clément Lhotellerie et Stéphane Augé au départ de la 4e étape à Wasquehal.

| Classement général final | Classement général final | Classement général final | Classement général final | Classement général final |
|                          | Coureur                  | Pays                     | Équipe                   | Temps                    |
| ------------------------ | ------------------------ | ------------------------ | ------------------------ | ------------------------ |
| 1er                      | Stéphane Augé            | France                   | Cofidis                  | en 25 h 45 min 48 s      |
| 2e                       | Clément Lhotellerie      | France                   | Skil-Shimano             | + 1 min 36 s             |
| 3e                       | Pierrick Fédrigo         | France                   | Bouygues Telecom         | + 1 min 54 s             |
| 4e                       | José Joaquín Rojas       | Espagne                  | Caisse d'Épargne         | + 2 min 2 s              |
| 5e                       | Grégory Rast             | Suisse                   | Astana                   | + 2 min 5 s              |
| 6e                       | Gianni Meersman          | Belgique                 | La Française des jeux    | + 2 min 6 s              |
| 7e                       | Laurent Lefèvre          | France                   | Bouygues Telecom         | + 2 min 6 s              |
| 8e                       | Stéphane Goubert         | France                   | AG2R La Mondiale         | + 2 min 13 s             |
| 9e                       | Cyril Dessel             | France                   | AG2R La Mondiale         | + 2 min 14 s             |
| 10e                      | Igor Abakoumov           | Belgique                 | Mitsubishi-Jartazi       | + 2 min 30 s             |
| modifier                 |                          |                          |                          |                          |

## Évolution des classements
| Étape (Vainqueur)         | Classement général | Classement des monts | Classement par points | Classement des jeunes |
| ------------------------- | ------------------ | -------------------- | --------------------- | --------------------- |
| 1re étape Stéphane Augé   | Stéphane Augé      | Clément Lhotellerie  | Stéphane Augé         | Clément Lhotellerie   |
| 2e étape Gert Steegmans   | Stéphane Augé      | Clément Lhotellerie  | Gert Steegmans        | Clément Lhotellerie   |
| 3e étape Kenny Dehaes     | Stéphane Augé      | Clément Lhotellerie  | Jean-Patrick Nazon    | Clément Lhotellerie   |
| 4e étape Pierrick Fédrigo | Stéphane Augé      | Clément Lhotellerie  | José Joaquín Rojas    | Clément Lhotellerie   |
| 5e étape Cyril Dessel     | Stéphane Augé      | Leonardo Scarselli   | Gerald Ciolek         | Clément Lhotellerie   |
| 6e étape Thor Hushovd     | Stéphane Augé      | Leonardo Scarselli   | Gerald Ciolek         | Clément Lhotellerie   |